# Заалтайска Гоби
Заалтайска Гоби e пустинна равнина в Югозападна Монголия, в западната част на пустинята Гоби. Разположена е между крайните югоизточни хребети (Адж Богдо и Едренгайн Нуру) на Монголски Алтай на север и планините Атас Богдо и Цаган Богдо на юг. Заема безотточна затворена падина с дължина 330 km и ширина до 90 km на височина 700 – 1800 m, пресечена от сухи корита на временни реки (сайри). Представлява камениста, на места пясъчно-чакълеста пустиня с рядка растителност (саксаул, ефедра и др.). Крей редките водоизточници расте тръстика, тамариск, джида, разнолистна топола, камилска трева, а на заблатените и засолени участъци – Salsola. В Заалтайска Гоби са се съхранили антилопа джейран, диво магаре кулан, дива камила, а по-високите части – гобийска мечка.